# Campionati mondiali di pentathlon moderno 1982
I campionati mondiali di pentathlon moderno 1982 si sono svolti a Roma, in Italia, dove si sono disputate le gare maschili individuali ed a squadre, ed a Compiègne, in Francia, dove si sono disputate le gare femminili individuali ed a squadre.

## Risultati

### Maschili
| Evento      | Oro                                                                 | Argento                                            | Bronzo                                                     |
| Individuale | Daniele Masala                                                      | Anatolij Starostin                                 | Joël Bouzou                                                |
| A squadre   | Unione Sovietica Anatolij Starostin Timur Dosimbetov Evgenij Lipeev | Ungheria Attila Mizsér Attila Császári Gábor Pajor | Italia Daniele Masala Roberto Petroni Pierpaolo Cristofori |

### Femminili
| Evento      | Oro                                                  | Argento                                                    | Bronzo                                               |
| Individuale | Wendy Norman                                         | Sarah Parker                                               | Kathy Tayler                                         |
| A squadre   | Gran Bretagna Wendy Norman Sarah Parker Kathy Tayler | Germania Ovest Martina Gödicke Ute Schiffmann Sabine Krapf | Svezia Anne Ahlgren Agneta Lekander Marianne Sigmond |

## Medagliere
| Posizione | Paese            |   |   |   | Totale |
| --------- | ---------------- | - | - | - | ------ |
| 1         | Gran Bretagna    | 2 | 1 | 1 | 4      |
| 2         | Unione Sovietica | 1 | 1 | 0 | 2      |
| 3         | Italia           | 1 | 0 | 1 | 2      |
| 4         | Germania Ovest   | 0 | 1 | 0 | 1      |
| 4         | Ungheria         | 0 | 1 | 0 | 1      |
| 6         | Francia          | 0 | 0 | 1 | 1      |
| 6         | Svezia           | 0 | 0 | 1 | 1      |
| Totale    | Totale           | 4 | 4 | 4 | 12     |